# Enrique García Sayán
Enrique García Sayán (6 mars 1905, Lima - 30 janvier 1978, Lima) est un diplomate et homme politique péruvien.

## Biographie
Il est ministre des Affaires étrangères de 1946 à 1948.
Il est le père de Diego García-Sayán Larrabure.